# Cavariella gilibertiae
Cavariella gilibertiae är en insektsart. Cavariella gilibertiae ingår i släktet Cavariella och familjen långrörsbladlöss. Inga underarter finns listade i Catalogue of Life.